# Giudice di notte
Giudice di notte (Night Court) è una sitcom statunitense andata in onda sul canale televisivo NBC dal gennaio 1984 fino al maggio 1992.
La serie venne trasmessa per 193 episodi nelle sue 9 stagioni e si aggiudicò 7 Emmy. John Larroquette ha vinto quattro volte consecutivamente l'Emmy come miglior attore non protagonista dal 1985 al 1988, prima di chiedere, lui stesso, di non essere più preso in considerazione per l'assegnazione del riconoscimento.
In Italia è stata trasmessa su Canale 5 dal 23 giugno 1986 e in seguito su Italia 1 dal 25 settembre 1986, in un ciclo dedicato alle sitcom, intitolato I Risitors, in cui venivano trasmessi anche I Robinson, Casa Keaton e Cin Cin.

## Trama
Le peripezie dello staff di uno speciale tribunale notturno di Manhattan costituiscono l'ossatura di questa serie televisiva. Tra simpatici e variopinti delinquenti, il giovanissimo giudice Harry T. Stone (Harry Anderson), darà prova di grande intelligenza ed umanità, ricorrendo a metodi efficaci ma poco ortodossi per amministrare la giustizia. Accanto a lui svettano le figure del viceprocuratore distrettuale Dan Fielding (John Larroquette, vincitore di ben 4 Emmy consecutivi), cinico, arrivista, maschilista e donnaiolo; e dell'usciere "Bufalo" Shannon (Richard Moll), gigante dal cuore tenero e dalla mente semplice.

## Episodi
| Stagione         | Episodi | Prima TV USA | Prima TV Italia | Classifica ascolti |
| ---------------- | ------- | ------------ | --------------- | ------------------ |
| Prima stagione   | 13      | 1984         | 1986            | non nei primi 30   |
| Seconda stagione | 22      | 1984-1985    |                 | non nei primi 30   |
| Terza stagione   | 22      | 1985-1986    |                 | 11                 |
| Quarta stagione  | 22      | 1986-1987    |                 | 7                  |
| Quinta stagione  | 22      | 1987-1988    |                 | 7                  |
| Sesta stagione   | 22      | 1988-1989    |                 | 21                 |
| Settima stagione | 24      | 1989-1990    |                 | 29                 |
| Ottava stagione  | 24      | 1990-1991    |                 | non nei primi 30   |
| Nona stagione    | 22      | 1991-1992    |                 | non nei primi 30   |

L'ottava stagione avrebbe dovuto essere l'ultima ed era previsto si concludesse con il matrimonio tra Harry e Christine Sullivan. Tuttavia, in extremis, i produttori decisero di continuare la serie ed il matrimonio non venne mai girato.
Nel 3º episodio della stagione 3 di 30 Rock (che ha avuto Harry Anderson, Charles Robinson e Markie Post come ospiti) la NBC invita il cast di Giudice di notte per inscenare un finto finale, cercando di girare la scena del matrimonio.
L'ultimo episodio fu visto da 24.600.000 spettatori, con uno share del 26%.

## Sequel
Nel settembre 2021 la NBC annuncia un sequel della sitcom: Melissa Rauch ricopre il ruolo di giudice e figlia del defunto Harry Stone, John Larroquette è tra i produttori esecutivi ma anche nel cast, rivestendo i panni di Dan Fielding. La serie viene trasmessa dal 17 gennaio 2023.